# سیارک ۴۵۰۱
سیارک ۴۵۰۱ (به انگلیسی: 4501 Eurypylos، نامگذاری:1989CJ3) چهار هزار و پانصد و یکمین سیارک کشف شده‌است که در ۴ فوریه ۱۹۸۹ کشف شد.
قدر مطلق سیارک برابر ۱۰٫۳۰ است.